# Rajabud Yoh
Prins (Sadet Chao Fa Jaya) Yuva (Rajabud Yoh) werd door zijn vader koning Anouvong aangewezen als zijn opvolger in het koninkrijk Vientiane. Hij was een tijdlang onderkoning van het koninkrijk Champassak en werd door zijn vader de titel Chao Raja Putra gegeven.
Hij was onderkoning van Champassak sinds 1821 en was daar door de koning van Siam, Rama II, geplaatst. Hij werd verjaagd en gevangengenomen door prins Huy van Champassak die in 1826 tot nieuwe regent benoemd was door de koning van Siam (nu Rama III). Hij overleed in Bangkok samen met zijn vader, twee andere broers en een van de vrouwen van zijn vader in de nacht van 25 januari op 26 januari 1829.